# قائمة ملوك المجر

شعار الإمارة بين عامي 895 حتى 1000

شعار المملكة

هذه القائمة تحتوى على ملوك وملكات المجر، والتي تضم أيضا الأمراء المجر الكبار.
نشأت الإمارة المجر في 895 أو 896 بعد فتح المجري لـ حوض الكاربات، ومع عام 1000 تأسست مملكة المجر (ربما 1001 مع تتويج ستيفن الأول) واستمرت في الوجود حتى 1918 عندما تخلى كارولي الرابع عن الحكم فقط؛ ولكن لم تنازل عن العرش)، استمرت المملكة في وجود من 1920 حتى 1946 تحت الوصاية من دون يكون هناك ملك، أقيمت الجمهورية في 1946.

## حكام شبه أسطوريين؛ قبل الفتح
| الصورة | الاسم | الحكم من | الحكم إلى  | الزوجة               | اللقب                            |
| ------ | ----- | -------- | ---------- | -------------------- | -------------------------------- |
|        | ليفدي | ؟        | ق. 850 (؟) | أميرة من مملكة الخزر | فيفود                            |
|        | ألموس | ق. 850   | ق. 895     | غير معروفة           | كيند أو غيولا (ابن أوغيك و إميس) |

## أمراء المجر الكبرى

### أسرة أرباد
الحكام الذين حكموا منذ المنتصف القرن العاشر حتى الألفية، بحيث تألفت الأمة المجرية من عدة قبائل يقودها قادتها، ولكن أكثر شيوعاً:
| الصورة | الاسم         | الحكم من | الحكم إلى      | الزوجة               | القرابة       |
| ------ | ------------- | -------- | -------------- | -------------------- | ------------- |
|        | أرباد         | ق. 895   | ق. 907         | غير معروفة           | • ابن ألموس   |
|        | زولتا         | ق. 907   | ق. 947         | غير معروفة           | • ابن أرباد   |
|        | فاليشي        | ق. 947   | ق. 955         | غير معروفة           | • حفيد أرباد  |
|        | تاكسوني       | ق. 955   | ق. 972         | امرأة من شعب الكومان | • ابن زولتا   |
|        | غيزا          | ق. 972   | 997            | سارولت               | • ابن تاكسوني |
|        | فايك (إسطفان) | 997      | 25 ديسمبر 1000 | جيزيلا البافارية     | • ابن غيزا    |

## ملوك المجر

### أسرة أرباد
| الصورة | الاسم                         | بداية الحكم    | نهاية الحكم              | الزوجة                                                         | قرابته مع سلفه                                         |
| ------ | ----------------------------- | -------------- | ------------------------ | -------------------------------------------------------------- | ------------------------------------------------------ |
|        | القديس إسطفان الأول           | 25 ديسمبر 1000 | 15 أغسطس 1038            | المطوبة جيزيلا البافارية                                       | • ابن غيزا                                             |
|        | بيتر الفينيسي (المرة الأولى)  | 15 أغسطس 1038  | سبتمبر 1041              | (1) غير معروفة (2) جوديث من شفاينفورت (؟)                      | • ابن شقيقة إسطفان الأول                               |
|        | سامويل                        | سبتمبر 1041    | 5 يوليو 1044 معركة مينفو | ابنة غيزا                                                      | • ربما صهر إسطفان الأول                                |
|        | بيتر الفينيسي (المرة الثانية) | 5 يوليو 1044   | سبتمبر 1046              | (1) غير معروفة (2) جوديث من شفاينفورت (؟)                      | • ابن شقيقة إسطفان الأول                               |
|        | أندراس الأول الأبيض           | سبتمبر 1046    | ديسمبر 1060              | أناستازيا الكييفية                                             | • حفيد الأكبر لـ تاكسوني                               |
|        | بيلا الأول البطل              | 6 ديسمبر 1060  | 11 سبتمبر 1063           | ريشيزا البولندية                                               | • حفيد الأكبر لـ تاكسوني • شقيق الأصغر لـ أندراس الأول |
|        | سالامون                       | سبتمبر 1063    | 14 مارس 1074             | جوديث الشوابية                                                 | • ابن أندراس الأول                                     |
|        | غيزا الأول ماغنوس             | 14 مارس 1074   | 25 أبريل 1077            | (1) صوفيا (2) سيندين                                           | • ابن بيلا الأول                                       |
|        | القديس لازلو الأول            | 25 أبريل 1077  | 29 يوليو 1095            | (1) غير معروفة (؟) (2) أديلايد راينفيلدن                       | • ابن بيلا الأول • شقيق غيزا الأول                     |
|        | كالمان المتعلم                | 1095           | 3 فبراير 1116            | (1) فيليسيا الصقليّة (2) إيوفميا الكييفية                       | • ابن غيزا الأول                                       |
|        | إسطفان الثاني                 | 3 فبراير 1116  | 1 مارس 1131              | غير معروفة يعتقد أنها ابنة روبرت الأول، أمير كابوا             | • ابن كالمان                                           |
|        | بيلا الثاني الأعمى            | 28 أبريل 1131  | 13 فبراير 1141           | هيلانة الصربية                                                 | • حفيد غيزا الأول • ابن عم إسطفان الثاني               |
|        | غيزا الثاني                   | 16 فبراير 1141 | 31 مايو 1162             | يوفروسين الكييفية                                              | • ابن بيلا الثاني                                      |
|        | إسطفان الثالث                 | يونيو 1162     | 4 مارس 1172              | أغنيس النمساوية                                                | • ابن غيزا الثاني                                      |
|        | لازلو الثاني (ملك مضاد)       | يونيو 1162     | 14 يناير 1163            | غير معروف                                                      | • ابن بيلا الثاني • شقيق الأصغر لـ غيزا الثاني         |
|        | إسطفان الرابع (ملك مضاد)      | 27 يناير 1163  | 11 أبريل 1165            | ماريا كومنين                                                   | • ابن بيلا الثاني • شقيق الأصغر لـ غيزا الثاني         |
|        | بيلا الثالث                   | مارس 1172      | 23 أبريل 1196            | (1) آنا الأنطاكيّة (2) مارغريت الفرنسية                         | • ابن غيزا الثاني • شقيق الأصغر لـ ستيفن الثالث        |
|        | إمري                          | أبريل 1196     | 30 نوفمبر 1204           | كونستانس الأراغونية                                            | • ابن بيلا الثالث                                      |
|        | لازلو الثالث                  | 30 نوفمبر 1204 | 7 مايو 1205              | غير متزوج                                                      | • ابن إمري                                             |
|        | أندراس الثاني الأورشليمي      | 29 مايو 1205   | 21 سبتمبر 1235           | (1) جيرترود الميرانية (2) يولاندا دو كورتيناي (3) بياتريس إستي | • ابن بيلا الثالث • شقيق الأصغر لـ إمري                |
|        | بيلا الرابع المؤسس الثاني     | 14 أكتوبر 1235 | 3 مايو 1270              | ماريا لاسكارينا                                                | • ابن أندراس الثاني                                    |
|        | إسطفان الخامس                 | مايو 1270      | 6 أغسطس 1272             | إليزابيث الكومانية                                             | • ابن بيلا الرابع                                      |
|        | لازلو الرابع الكومان          | 3 سبتمبر 1272  | 10 يوليو 1290            | إليزابيث الصقليّة                                               | • ابن إسطفان الخامس                                    |
|        | أندراس الثالث الفينيسي        | 23 يوليو 1290  | 14 يناير 1301            | (1) فينينا دو كويافيا (2) أغنيس النمساوية                      | • حفيد أندراس الثاني                                   |

### أسرة برميسل (1301–1305)
| الاسم الحكم                               | الصورة | الشعار | الميلاد الآباء                                                     | الزوجة الذرية                                    | الوفاة                         | القرابة                           |
| ----------------------------------------- | ------ | ------ | ------------------------------------------------------------------ | ------------------------------------------------ | ------------------------------ | --------------------------------- |
| فنتسل لازلو 27 أغسطس 1301 – 9 أكتوبر 1305 |        |        | 6 أكتوبر 1289 براغ ابن فاتسلاف الثاني ملك بوهيميا و جوديث هابسبورغ | فيولا دو تيشن 5 أكتوبر 1305 براغ ليس لديهم أبناء | 4 أغسطس 1306 أولوموتس العمر 16 | حفيد الأكبر-الأكبر لـ بيلا الرابع |

### أسرة فيتلسباخ (1305–1307)
| الاسم الحكم                                | الصورة | الشعار | الميلاد الآباء                                                                 | الزوجة الذرية                                                                               | الوفاة                          | القرابة          |
| ------------------------------------------ | ------ | ------ | ------------------------------------------------------------------------------ | ------------------------------------------------------------------------------------------- | ------------------------------- | ---------------- |
| أوتو بيلا الخامس 9 أكتوبر 1305 – مايو 1307 |        |        | 11 فبراير 1261 بورغهاوزن ابن هاينريش الثالث عشر، دوق بافاريا وإليزابيث المجرية | (1) كاثرين هابسبورغ يناير 1279 ليس لديهم أبناء (2) أغنيس دو غلوغاو 18 مايو 1309 ثلاثة أبناء | 9 نوفمبر 1312 لاندسهوت العمر 51 | حفيد بيلا الرابع |

### أسرة أنجو (1301–1395)
| الاسم الحكم                                              | الصورة | الشعار | الميلاد الآباء                                           | الزوجة الذرية                                                                                                   | الوفاة                            | القرابة                                               |
| -------------------------------------------------------- | ------ | ------ | -------------------------------------------------------- | --- | --------------------------------- | ----------------------------------------------------- |
| كارولي الأول كارولي روبرت 17 نوفمبر 1308 – 16 يوليو 1342 |        |        | 1288 نابولي ابن كارلو مارتلو من أنجو و كليمينس النمساوية | (4) إليزابيث البولندية 6 يوليو 1320 فيسغراد خمسة أبناء                                                          | 16 يوليو 1342 فيسغراد العمر 53–54 | حفيد الأكبر الأكبر لـ إسطفان الخامس                   |
| لايوش الأول الكبير 21 يوليو 1342 – 10 سبتمبر 1382        |        |        | 5 مارس 1326 فيسغراد ابن كارولي الأول وإليزابيث البولندية | (1) مارغريت البوهيمية 3 أغسطس 1342 فيسغراد ليس لديهم أبناء (2) إليزابيث البوسنية 20 يونيو 1353 بودا ثلاثة أبناء | 10 سبتمبر 1382 ناغرزومبت العمر 56 | ملك المجر و بولندا                                    |
| ماريا 17 سبتمبر 1382 – 31 ديسمبر 1385                    |        |        | 14 أبريل 1371 بودا ابنة لايوش الأول وإليزابيث البوسنية   | زيغموند اللوكسمبورغي 1 نوفمبر 1385 بودا طفل واحد                                                                | 17 مايو 1395 بودا العمر 24        | المرة الأولى                                          |
| كارولي الثاني القصير 31 ديسمبر 1385 – 24 فبراير 1386     |        |        | 1345 نابولي ابن لويس من دوراتسو و مارغريت دو سانسيفيرنو  | مارغريت دو دوراتسو 24 يناير 1369 نابولي ثلاثة أبناء                                                             | 24 فبراير 1386 فيسغراد العمر 41   | حفيد الأكبر-الأكبر لـ إسطفان الخامس ملك المجر ونابولي |
| ماريا مع سيغيسموند (1387–) 24 فبراير 1386 – 17 مايو 1395 |        |        | 14 أبريل 1371 بودا ابنة لايوش الأول وإليزابيث البوسنية   | زيغموند 1 نوفمبر 1385 بودا طفل واحد                                                                             | 17 مايو 1395 بودا العمر 24        | المرة الثانية                                         |

### أسرة لوكسمبورغ (1387–1437)
| الاسم الحكم                                               | الصورة | الشعار | الميلاد الآباء                                                                      | الزوجة الذرية                                                                                     | الوفاة                        | القرابة                                       |
| --------------------------------------------------------- | ------ | ------ | ----------------------------------------------------------------------------------- | ------------------------------------------------------------------------------------------------- | ----------------------------- | --------------------------------------------- |
| زيغموند مع ماريا (1387–1395) 31 مارس 1387 – 9 ديسمبر 1437 |        |        | 14 فبراير 1368 نورمبرغ ابن كارل الرابع، إمبراطور روماني مقدس و إليزابيث البوميرانية | (1) ماريا المجرية 1 نوفمبر 1385 بودا طفل واحد (2) باربرا دو تسليه 6 ديسمبر 1405 سيكشفهيرفار ابنين | 9 ديسمبر 1437 زنويمو العمر 69 | حفيد بيلا الرابع من الدرجة الرابعة وزوج ماريا |

### أسرة هابسبورغ (1437–1457)
| الاسم الحكم                                       | الصورة | الشعار | الميلاد الآباء                                                           | الزوجة الذرية                                          | الوفاة                          | القرابة                                         |
| ------------------------------------------------- | ------ | ------ | ------------------------------------------------------------------------ | ------------------------------------------------------ | ------------------------------- | ----------------------------------------------- |
| ألبرت الشهم 18 ديسمبر 1437 – 27 أكتوبر 1439       |        |        | 10 أغسطس 1397 فيينا ابن ألبرت الرابع، دوق النمسا و جوانا صوفيا البافارية | إليزابيث اللوكسمبورغية 19 أبريل 1422 فيينا أربعة أبناء | 27 أكتوبر 1439 نيزميلي العمر 42 | حفيد غيزا الثاني من الدرجة السابعة وصهر زيغموند |
| لازلو الخامس اليتيم 15 مايو 1440 – 23 نوفمبر 1457 |        |        | 22 فبراير 1440 كوماروم ابن ألبرت و إليزابيث اللوكسمبورغية                | غير متزوج                                              | 23 نوفمبر 1457 براغ العمر 17    | ملك المجر و بوهيميا ودوق النمسا                 |

- 27 أكتوبر 1439 – 19 ديسمبر 1442: الملكة الوصية إليزابيث من لوكسمبورغ
- 7 مايو 1445 – 6 يونيو 1446: سبعة قبطانة
- 6 يونيو 1446 – يناير 1453: الوصي إيوان دي هونيدوارا

### أسرة ياغيلون (1440–1444)
| الاسم الحكم                                                     | الصورة | الشعار | الميلاد الآباء                                                       | الزوجة الذرية | الوفاة                        | القرابة                            |
| --------------------------------------------------------------- | ------ | ------ | -------------------------------------------------------------------- | ------------- | ----------------------------- | ---------------------------------- |
| أولازلو الأول فلاديسلاف من فارنا 17 يوليو 1440 – 10 نوفمبر 1444 |        |        | 31 أكتوبر 1424 كراكوف ابن فلاديسلاف الثاني ملك بولندا وصوفيا هالشاني | غير متزوج     | 10 نوفمبر 1444 فارنا العمر 20 | حفيد بيلا الرابع من الدرجة الرابعة |

### أسرة هونيدي (1458–1490)
| الاسم الحكم                                      | الصورة | الشعار | الميلاد الآباء                                                       | الزوجة الذرية | الوفاة                      | القرابة               |
| ------------------------------------------------ | ------ | ------ | -------------------------------------------------------------------- | --- | --------------------------- | --------------------- |
| ماتياس الأول العادل 24 يناير 1458 – 6 أبريل 1490 |        |        | 23 فبراير 1443 كولوزسفار ابن إيوان دي هونيدوارا و إليزابيث دو سيلاغي | (1) كاثرين بودبيراد 1 مايو 1463 بودا ليس لديهم أبناء (2) بياتريس النابوليّة 22 ديسمبر 1476 سيكشفهيرفار ليس لديهم أبناء | 6 أبريل 1490 فيينا العمر 47 | ليس لديه نسب بـ هؤلاء |

### أسرة ياغيلون (1490–1526)
| الاسم الحكم                                                 | الصورة | الشعار | الميلاد الآباء                                                    | الزوجة الذرية                                           | الوفاة                       | القرابة             |
| ----------------------------------------------------------- | ------ | ------ | ----------------------------------------------------------------- | ------------------------------------------------------- | ---------------------------- | ------------------- |
| أولازلو الثاني فلاديسلاف دوبزي 15 يوليو 1490 – 13 مارس 1516 |        |        | 1 مارس 1456 كراكوف كازيمير الرابع ملك بولندا و إليزابيث النمساوية | آنا دو فوا-كاندال 29 سبتمبر 1502 سيكشفهيرفار ابنين      | 13 مارس 1516 بودا العمر 60   | حفيد ألبرت          |
| لايوش الثاني 13 مارس 1516 – 29 أغسطس 1526                   |        |        | 1 يوليو 1506 بودا ابن أولازلو الثاني و آنا دو فوا-كاندال          | ماري النمساوية 4 يونيو 1508 سيكشفهيرفار ليس لديهم أبناء | 29 أغسطس 1526 موهاج العمر 20 | ملك المجر و بوهيميا |

### أسرة زابوليا (1526–1570)
| الاسم الحكم                                               | الصورة | الشعار | الميلاد الآباء                                       | الزوجة الذرية                                | الوفاة                             | القرابة                                                  |
| --------------------------------------------------------- | ------ | ------ | ---------------------------------------------------- | -------------------------------------------- | ---------------------------------- | -------------------------------------------------------- |
| يانوش الأول يانوش زابوليا 11 نوفمبر 1526 – يوليو 1540     |        |        | 1487 سبيسفارالجا ابن إسطفان زابوليا و هيدفيغ من تيشن | إيزابيلا ياغيلون 2 مارس 1539 سيكشفهيرفار ابن | يوليو 1540 سبش العمر 53            | حفيد بيلا الرابع من الدرجة السادسة ومنافس فرديناند الأول |
| يانوش الثاني يانوش زيغموند 13 سبتمبر 1540 – 16 أغسطس 1570 |        |        | 7 يوليو 1540 بودا ابن يانوش الأول و إيزابيلا ياغيلون | غير متزوج                                    | 14 مارس 1571 غيولافيهرفار العمر 30 | انتخب ملك المجر ونافس فرديناند الأول وميكسا              |

### أسرة هابسبورغ (1526–1780)
| الاسم الحكم                                   | الصورة | الشعار | الميلاد الآباء                                                                               | الزوجة الذرية | الوفاة                            | القرابة                                                                                           |
| --------------------------------------------- | ------ | ------ | -------------------------------------------------------------------------------------------- | --- | --------------------------------- | ------------------------------------------------------------------------------------------------- |
| فرديناند الأول 17 ديسمبر 1526 – 25 يوليو 1564 |        |        | 10 مارس 1503 ألكالا دي إيناريس ابن فيليب الأول ملك قشتالة و خوانا الأولى ملكة قشتالة وأراغون | آنا المجرية والبوهيمية 26 مايو 1521 لينتس خمسة عشر ابناً | 25 يوليو 1564 فيينا العمر 61      | حفيد غيزا الثاني من الدرجة العاشرة وصهر لايوش الثاني ومنافس يانوش الأول من زابوليا ويانوش زيغموند |
| ميكسا 26 يوليو 1564 – 12 أكتوبر 1576          |        |        | 31 يوليو 1527 فيينا ابن فرديناند الأول و آنا المجرية والبوهيمية                              | ماريا النمساوية 13 سبتمبر 1548 بلد الوليد خمسة عشر ابناً | 12 أكتوبر 1576 ريغنسبورغ العمر 49 | ابن فرديناند الأول نافسه يانوش زيغموند حتى 1570                                                   |
| رودولف 12 أكتوبر 1576 – 26 يونيو 1608         |        |        | 18 يوليو 1552 فيينا ابن ميكسا وماريا النمساوية                                               | غير متزوج | 20 يناير 1612 براغ العمر 59       | ابن ميكسا                                                                                         |
| ماتياس الثاني 26 يونيو 1608 – 20 مارس 1619    |        |        | 24 فبراير 1557 فيينا ابن ميكسا وماريا النمساوية                                              | آنا فون تيرول 4 ديسمبر 1611 فيينا ليس لديهم أبناء | 20 مارس 1619 فيينا العمر 62       | ابن ميكسا وشقيق الأصغر لـ رودولف                                                                  |
| فرديناند الثاني 20 مارس 1619 – 15 فبراير 1637 |        |        | 9 يوليو 1578 غراتس ابن كارل الثاني، أرشيدوق النمسا وماريا آنا البافارية                      | (1) ماريا آنا البافارية 23 أبريل 1600 غراتس 7 أبناء (2) إليونورا غونزاغا 2 فبراير 1622 إنسبروك ليس لديهم أبناء                                                                        | 15 فبراير 1637 فيينا العمر 58     | حفيد فرديناند الأول وابن عم رودولف وماتياس                                                        |
| فرديناند الثالث 15 فبراير 1637 – 2 أبريل 1657 |        |        | 13 يوليو 1608 غراتس ابن فرديناند الثاني وماريا آنا البافارية                                 | (1) ماريا آنا الإسبانية 20 فبراير 1631 فيينا 6 أبناء (2) ماريا ليوبولدين النمساوية 2 يوليو 1648 لينتس ابن واحد (3) إليونورا غونزاغا 30 أبريل 1651 فينر نويشتات أربعة أبناء            | 2 أبريل 1657 فيينا العمر 48       | ابن فرديناند الثاني                                                                               |
| فرديناند الرابع 4 أغسطس 1646 – 9 يوليو 1654   |        |        | 8 سبتمبر 1633 فيينا ابن فرديناند الثالث وماريا آنا الإسبانية                                 | غير متزوج | 9 يوليو 1654 فيينا العمر 20       | ابن فرديناند الثالث                                                                               |
| ليبوت الأول 2 أبريل 1657 – 5 مايو 1705        |        |        | 9 يونيو 1640 فيينا ابن فرديناند الثالث وماريا آنا الإسبانية                                  | (1) مارغريت تيريزا الإسبانية 12 ديسمبر 1666 فيينا أربعة أبناء (2) كلاوديا فليتسيتاس النمساوية 15 أكتوبر 1673 غراتس ابنين (3) إليونور ماغدالين نيوبورغ 14 ديسمبر 1676 باساو عشرة أبناء | 5 مايو 1705 فيينا العمر 64        | ابن فرديناند الثالث وشقيق فرديناند الرابع                                                         |
| يوزيف الأول 5 مايو 1705 – 17 أبريل 1711       |        |        | 26 يوليو 1678 فيينا ابن ليبوت الأول و ماريا ماغدالين نيوبورغ                                 | فيلهلمين أماليا فون براونشفايغ-لونيبورغ 24 فبراير 1699 فيينا ثلاثة أبناء | 17 أبريل 1711 فيينا العمر 32      | ابن ليوبولد الأول                                                                                 |
| كارولي الثالث 17 أبريل 1711 – 20 أكتوبر 1740  |        |        | 1 أكتوبر 1685 فيينا ابن ليبوت الأول و ماريا ماغدالين نيوبورغ                                 | إليزابيث كريستين فون برازنشفايغ-فولفنبوتل 1 أغسطس 1708 برشلونة أربعة أبناء | 20 أكتوبر 1740 فيينا العمر 55     | ابن ليبوت الأول وشقيق الأصغر لـ يوزيف الأول                                                       |
| ماريا تيريزا 20 أكتوبر 1740 – 29 نوفمبر 1780  |        |        | 13 مايو 1717 فيينا ابنة كارولي الثالث و إليزابيث كريستين فون براونشفايغ-فولفنبوتل            | فرانتس ستيفان اللوريني 12 فبراير 1736 فيينا ستة عشر ابناً | 29 نوفمبر 1780 فيينا العمر 63     | ابنة كارولي الثالث                                                                                |

### أسرة هابسبورغ-لورين (1780–1918)
| الاسم الحكم                                               | الصورة | الشعار | الميلاد الآباء                                                                      | زوجة الذرية | الوفاة                                 | القرابة                                       |
| --------------------------------------------------------- | ------ | ------ | ----------------------------------------------------------------------------------- | --- | -------------------------------------- | --------------------------------------------- |
| يوزيف الثاني قبعة الملك 29 نوفمبر 1780 – 20 فبراير 1790   |        |        | 13 مارس 1741 فيينا ابن فرانتس الأول إمبراطور روماني مقدس وماريا تيريزا              | (1) إيزابيلا البارماوية 6 أكتوبر 1760 فيينا ابنين (2) ماريا يوزفا البافارية 13 يناير 1765 فيينا ليس لديهم أبناء                           | 20 فبراير 1790 فيينا العمر 48          | ابن ماريا تيريزا                              |
| ليبوت الثاني 20 فبراير 1790 – 1 مارس 1792                 |        |        | 5 مايو 1747 فيينا ابن فرانتس الأول وماريا تيريزا                                    | ماريا لويزا الإسبانية 5 أغسطس 1765 إنسبروك ستة عشر ابناً                                                                                   | 1 مارس 1792 فيينا العمر 44             | ابن ماريا تيريزا، شقيق الأصغر لـ يوزيف الثاني |
| فيرينتس 1 مارس 1792 – 2 مارس 1835                         |        |        | 12 فبراير 1768 فلورنسا ابن ليبوت الثاني وماريا لويزا الإسبانية                      | (1) إليزابيث فورتمبيرغ (2) ماريا تيريزا نابولي وصقلية (3) ماريا لودفيكا فون النمسا-إستي (4) كارولين أوغستا البافارية ولديه ثلاثة عشر ابناً | 2 مارس 1835 فيينا العمر 67             | ابن ليوبولد الثاني                            |
| فرديناند الخامس الحميد 2 مارس 1835 – 2 ديسمبر 1848        |        |        | 19 أبريل 1793 فيينا ابن فيرينتس وماريا تيريزا نابولي وصقلية                         | ماريا آنا السافوية 27 فبراير 1831 فيينا ليس لديهم أبناء                                                                                   | 29 يونيو 1875 براغ العمر 82            | ابن فيرينتس                                   |
| فيرينتس يوزيف الأول 2 ديسمبر 1848 – 21 نوفمبر 1916        |        |        | 18 أغسطس 1830 فيينا ابن الأرشيدوق فيرينتس كارولي والأميرة صوفي البافارية            | إليزابيث البافارية 24 أبريل 1854 فيينا أربعة أبناء                                                                                        | 21 نوفمبر 1916 فيينا العمر 86          | ابن شقيق فرديناند الخامس                      |
| كارولي الرابع المطوب كارل 21 نوفمبر 1916 – 16 نوفمبر 1918 |        |        | 17 أغسطس 1887 برسينبوغ-غوتزدورف ابن الأرشيدوق أوتو فيرينتس و ماريا يوزفا الساكسونية | زيتا دو بوربون-بارما 21 أكتوبر 1911 شوارزو ثمانية أبناء                                                                                   | 1 أبريل 1922 فونشال، البرتغال العمر 34 | حفيد شقيق فيرينتس يوزيف الأول                 |

- 1920 - 1944: الوصي ميكلوش هورتي.
- 1944 - 1945: زعيم الأمة فيرينتس سالاشي.
- 1945 - 1946: مجلس الوطني الأعلى.